# Markt.de
Markt.de (Eigenschreibweise „markt.de“) ist ein Anzeigennetzwerk für Kleinanzeigen. Die Markt.de GmbH & Co. KG mit Hauptsitz in München und Niederlassung in Essen ist eine Tochtergesellschaft der Markt Gruppe (Eigenschreibweise „markt.gruppe“). 

## Geschichte
Zur Vermarktung von Kleinanzeigen gründeten 2003 die Verlagsgruppe Georg von Holtzbrinck, die Ippen Mediengruppe und die WAZ Mediengruppe mit je einem Drittel Anteil das Gemeinschaftsunternehmen ISA GmbH & Co. KG. Im September 2005 startete dieses Unternehmen den Kleinanzeigendienst Markt.de. 2008 wurde das Mutterunternehmen in Markt Gruppe GmbH & Co. KG umbenannt. Durch Verkäufe der Eigentumsanteile gehört es inzwischen je zur Hälfte der Ippen Mediengruppe und der Rheinische Post Mediengruppe.
2010 übernahm und integrierte Markt.de das ein Jahr zuvor gegründete Startup Anounz.de.
Bei Markt.de können private Kleinanzeigen oder Gesuche inseriert werden. Die Kategorienauswahl umfasst neben einem realen Flohmarkt mit gebrauchten Artikeln auch eine Singlebörse mit Kontaktanzeigen sowie Stellengesuche und Stellenanzeigen. Gesucht werden kann entweder in ganz Deutschland oder in Regionen. 
Neben den online übermittelten Kleinanzeigen werden auch Inserate aus den regionalen Tageszeitungen der Markt Gruppe und ihrer Partnerverlage auf der Internetseite veröffentlicht. Hessische/Niedersächsische Allgemeine, die Neue Osnabrücker Zeitung, das Oberbayerische Volksblatt (OVB), die Thüringer Allgemeine, die Lüdenscheider Nachrichten und der Münchner Merkur. Zudem erscheinen Markt.de-Tieranzeigen in der Westdeutschen Allgemeinen Zeitung (WAZ) und der Neue Ruhr/Neue Rhein Zeitung.

## Kritik
Vor dem responsiven Redesign verfügte markt.de über ein Bewertungssystem, mit dem potentielle Cyberkriminelle und Fakes auf Anhieb erkennbar waren, selbst wenn der Betreiber nicht (sofort) tätig wurde. Diese nützliche Funktion wurde jedoch beim Redesign entfernt. Dem Betreiber sind die daraus resultierenden Probleme durchaus bekannt.